# Něrčinsk
Něrčinsk (rusky Нерчинск, čínsky 尼布楚/Ni-pu-čchu, čínsky 涅尔琴斯克/Nie-er-čchin-s'-kche, mandžusky ᠨᡳᠪᠴᡠ/Nibcu, mongolsky Нэрчүү/Nerčüü) je město v Zabajkalském kraji v Ruské federaci. Při sčítání lidu v roce 2010 měl bezmála patnáct tisíc obyvatel.

## Poloha
Něrčinsk leží v severním předhůří Borščovočného hřbetu v Zabajkalsku na levém břehu Něrči sedm kilometrů nad jejím ústím do Šilky. Od Čity, správního střediska kraje, je vzdálen zhruba tři sta kilometrů na východ.

## Dějiny
Dějiny Něrčinsku začínají v roce 1653, kdy kozáci vedení Pjotrem Ivanovičem Beketovem založili pevnost na soutoku Něrči a Šilky.
V roce 1689 byla v Něrčinsku podepsána Něrčinská smlouva, která ukončila rusko-čchingskou válku a přiřkla Číně oblasti na levém břehu Amuru na úkor Ruského impéria.
V osmnáctém století začala vést přes Něrčinsk důležitá pozemní dopravní tepna nazývaná Sibiřský trakt.
V druhé polovině devatenáctého století vzniklo z obyvatel z oblasti Amurské kozácké vojsko.